# كارلوس كيلونيز
كارلوس كيلونيز (بالإسبانية: Carlos Cillóniz)‏ (1 يوليو 1910 – 13 أكتوبر 1987) لاعب كرة قدم بيروفي راحل كان يجيد اللعب في خط الهجوم .
لعب طوال مسيرته الرياضية في نادي يونيفيرسيتاريو ديبورتيس . شارك مع منتخب بيرو في بطولة كأس العالم 1930 في الأوروغواي .

## وصلات خارجية
- كارلوس كيلونيز على موقع الاتحاد الدولي (مؤرشف)  (الإنجليزية)
- كارلوس كيلونيز على موقع Soccerway.com (الإنجليزية)
- كارلوس كيلونيز على موقع عالم كرة القدم.نت (الإنجليزية)

- السيرة الذاتية